# الخلوة (رصد)

تعديل مصدري - تعديل

الخلوة هي إحدى قرى عزلة القارة بمديرية رصد التابعة لمحافظة أبين، بلغ تعداد سكانها 38 نسمة حسب تعداد اليمن لعام 2004.